# Croix de Rully (Saône-et-Loire)
La croix de Rully est une croix dans la commune de Rully dans le département français de Saône-et-Loire et la région Bourgogne-Franche-Comté.

## Historique
Elle fait l'objet d'une inscription au titre des monuments historiques depuis le 29 juin 1927.